# Dômes d'Otafuku
Otafuku Tholi
Pour les articles homonymes, voir Otafuku.
Les dômes d'Otafuku (désignation internationale : Otafuku Tholi) sont un ensemble de dômes situé sur Vénus dans le quadrangle de Bell Regio. Il a été nommé en référence à Otafuku, déesse japonaise de l'allégresse.